# 欢子
欢子（英語：Fandy Su，1984年9月25日—），本名苏树强，出生于广东省阳江市，毕业于星海音乐学院。中国男歌手，音乐人，演员，企业家。作品有《心痛2009》《原谅我一次》《得到你的人却得不到你的心》。
2003年以一首原创歌曲《恋上你的滋味》出道。出道至2014年，相继发表《愚爱》《得到你的人却得不到你的心》《其实很寂寞》《我们回不去了》《新欢主义》五张个人专辑。2009年，欢子创立索吻时代（东嘉娱乐）娱乐公司。2010年期间，其专辑销量在内地唱片市场销量前三名。2012年期间，欢子凭借专辑《我们回不去了》《新欢主义》蝉联三届华语金曲奖最佳唱作歌手奖和劲歌王最佳新晋歌手奖以及音乐先锋榜乐坛进步奖。
2014年，欢子表示即将发行第六张专辑，并开展“新欢主义”全国巡回演唱会。

## 演艺经历

### 在校期间
1996年，欢子跟随音乐启蒙老师叶凯旋学习民谣吉它以及民谣吉他弹唱。1997年，就读于星海音乐学院期间，跟随音乐老师陈国产学习古典吉他，并自组HOT乐队—担任吉他手及乐队主唱，随乐队在广州各大高校巡回义演。
1998年，跟随电吉他老师李勇及杨华荣学习电吉他弹唱，空余时间参加各种与音乐有关的演出活动。经过时间磨练，欢子渐渐对演唱以及作词/作曲有了自己的风格和想法。
1999年3月，欢子随乐队在广州附近地区巡回义演，为了解决日常生活收入来源，不断在各大PUB驻唱表演，后来因为求更好的发展，不再在PUB驻唱，专心投入音乐制作学习阶段。
2000年，欢子录制了由自己词曲包办的一首《无缘无份》（Demo小样），并未对外正式发行，后被流传到网上蹿红。

### 幕后创作
2000至2001年，欢子结束学业后跟随国内音乐人陈辉权学习编曲理论，以及进修吉他技巧，并正式踏入幕后制作工作，专心于幕后唱片制作工作，写歌、编曲、监制，空余时间组织自己的乐队到广东各地演出。
2002年，欢子经音乐圈中好友介绍，进入当时国内的唱片、音像制作公司广东爱威影音、广东爱威文化发展有限公司担任动画音乐一职，担任国内首部大型三维动画片《神探威威猫》音乐总监，并为动画片《神探威威猫》创作主题曲《威力无边》；为香港影星方刚主演的电视剧《浪卷红尘》同名主题曲《浪卷红尘》编曲，以及音乐监制。

### 正式出道
2003年，欢子在一众好友的支持下，终于决定放弃作为全职唱片制作人的身份，正式出道踏入歌坛。3月由欢子自己作词、作曲、编曲、录音等一手包办并演唱的第一首单曲《恋上你的滋味》（Demo小样）在各大电台试播，受到音乐圈中好友纪可光等人的支持。
2004年2月，欢子受经理人黄柏松赏识，加盟香港仟柏度文化有限公司，并正式推出创作单曲《爱的奴隶》；该歌曲作词、作曲、编曲均由欢子独立完成。后因公司的原因，双方终止合作关系。同年8月，欢子受到音乐人何忠的赏识，加盟广州声扬文化传播有限公司。
2005年3月，欢子正式推出粤语创作EP《情毒》，其中包括《未曾好过》《情毒》两首粤语歌曲。11月因欢子个人与唱片公司发展方向问题，终止合作关系。2006年，欢子个人成立ANYSOLO（阿尼索罗）音乐，决定尝试以独立音乐制作人的身份，正式推出创作国语单曲《爱昏了头》《十八子》等单曲。

### 乐坛生涯
2007年3月，欢子被孔雀唱片董事长陈仁泰看中，签约于孔雀唱片。2008年3月5日，发行首张个人创作国语专辑《愚爱》，专辑的主打歌《原谅我一次》《愚爱》《怀念过去》等歌曲窜红华语歌坛，歌曲MV在各大电台、电视台热播，网站各大排行榜更一直高居榜内前五位，彩铃更成为热门金曲，《原谅我一次》也成为全国各大KTV热门点唱歌曲。其中专辑主打歌《原谅我一次》也获得了年度广东内地流行音乐颁奖十大金曲奖
2009年1月18日，欢子发行第二张个人新歌+精选创作专辑《得到你的人却得不到你的心》。其中专辑中《只想做你的男人》创作出炉时适逢好友音乐人蒋文华担任音乐总监，主打歌曲《得到你的人却得不到你的心》在各大网站排行榜冠军位置，并成为KTV、电台及电视台热播金曲。
2009年10月28日，欢子发行第三张全新国语创作专辑《其实很寂寞》。专辑上市不过两周时间，销量已在内地排行榜名列前茅，以订购15万张的成绩荣登各大音像销量榜首位。由欢子创作的《心痛2009》《其实很寂寞》等音乐作品传唱于大街小巷，勇夺多个音乐排行榜冠军位置。欢子也凭借专辑主打歌《心痛2009》获得了年度首届娱乐金樽盛典十大金曲奖和最佳男歌手奖、年度玩救乐坛颁奖礼最强音乐创业先锋奖、2012年中国流行音乐十年巡礼颁奖盛典原创金曲奖
2010年1月，欢子在北京举行专辑《其实很寂寞》首唱会暨媒体见面会，并在北京接受来自全国各大电视台等媒体的专访。

### 转型出发
2011年3月，欢子发行第四张全新国语专辑《我们回不去了》。专辑同名主打单曲《我们回不去了》在不到一周的发行时间内，下载量已接近七位数。而专辑在全国订购13万张的销量排销量榜前三。欢子也凭借专辑主打歌《失恋排行榜》获得了华语金曲奖年度优秀原创歌手奖和年度劲歌王最佳新晋歌手奖以及音乐先锋榜年度乐坛进步奖7月，欢子发行翻唱单曲《离开伤心的地方》。10月，欢子发行EP《告别2011》，其中包括《心还是会疼》《别再挽留我》《于心何忍》三首歌曲。
2012年3月，欢子在广州举行第五张国语专辑《新欢主义》新闻发布会，并宣布正式签约新公司澳嘉娱乐。发布会当天圈内好友纷纷现身支持。此次欢子新专辑为了给大家耳目一新的效果，远赴澳洲投资百万为专辑主打歌拍了MV，MV女主角邀请广东卫视主持人吴瑕和南方卫视主持人黎冰冰出演。欢子也凭借专辑主打歌《天使也会哭》获得了华语金曲奖年度全国最受欢迎唱作人奖5月，欢子为给自己进入影视圈预热，远赴越南岘港拍摄了音乐微电影《转爱》。8月8日，《转爱》首发上线短短一周时间点击量过百万，登上各大优酷网、土豆网等视频网首页。11月11日，欢子发行单曲《一个人的街》。
2013年1月，欢子出道十年“新欢主义”全国个人巡回演唱会首站选在家乡阳江，并连开两场。此次演唱会的灯光音响将花费过千万，本次演唱会舞美设计，服装造型、灯光音响等均由欢子亲身担任音乐总监参与意见筹备，并组建13人大乐队随行。演唱会现场，欢子不仅演唱了《其实很寂寞》《心痛2009》《原谅我一次》等十几首经典歌曲，还翻唱了《海阔天空》、《新不了情》、《说谎的爱人》向经典致敬。7月9日，欢子发行单曲《何必再拖》，欢子也凭借《何必再拖》也获得了2013年度华语金曲奖全国最受欢迎创作歌手奖。7月24日，欢子发行《Fandy》新歌+精选专辑，专辑中包括歌曲《何必再拖》《你给我的爱还在不在》《掏心》三首歌曲，还收录了《没说的话》《天使也会哭》等七首转型经典力作。其中欢子和韩小薰合唱的《你给我的爱还在不在》连续四次上榜香港TVB8金曲周榜] 最好成绩第六名11月27日，欢子发行《新欢主义演唱会》LIVE版专辑。其中收录了欢子自己历年来的经典歌曲《365天的思念》《其实很寂寞》《原谅我一次》，经过重新编曲现场深情演绎。专辑里还包括在演唱会现场首次边弹钢琴边唱的一首歌曲《何必再拖》。而在演唱会现场翻唱的经典老歌《海阔天空》、《新不了情》、《说谎的爱人》也收录在专辑中。

## 主要作品

### 国语专辑
| 專輯 | 專輯資料                                                                                      | 專輯曲目 |
| ---- | --------------------------------------------------------------------------------------------- | --- |
| 1nd  | 第一張專輯《愚爱》 - 發行日期：2008年3月5日 （CD+VCD） - 唱片公司：孔雀唱片                   | 曲目 - CD 1. 愚爱（词曲：欢子） 2. 原谅我一次（词曲：欢子） 3. 只想做你的男人（词曲：欢子） 4. 怀念过去（feat. 沈丹丹）（词曲：欢子） 5. ANGEL 6. 永远不分开（词曲：欢子） 7. 为什么你要离开我（词曲：欢子） 8. 情愿离开 9. 为什么你要伤害一个爱你的人 10. 永远不分开（feat. T.R.Y）（词曲：欢子） - DCD 1. 愚爱 (Music Video)（词曲：欢子） 2. 原谅我一次 (Music Video)（词曲：欢子） 3. 只想做你的男人 (Music Video)（词曲：欢子） 4. 为什么你要伤害一个爱你的人 (Music Video)（词曲：欢子）                                     |
| 2rd  | 第二張新歌+精选專輯《得到你的人却得不到你》 - 發行日期：2009年1月18日 - 唱片公司：孔雀唱片    | 曲目 - CD 1. 得到你的人却得不到你的心（词曲：欢子） 2. 我该怎么做（词曲：欢子） 3. 伤心的时候可以听情歌（词曲：欢子） 4. 爱情的城堡 5. 原谅我一次（词曲：欢子） 6. 愚爱（词曲：欢子） 7. 怀念过去（feat. 沈丹丹）（词曲：欢子） 8. 只想做你的男人（词曲：欢子） 9. ANGEL 10. 永远不分开（词曲：欢子） 11. 为什么你要伤害一个爱你的人 12. 情愿离开 13. 为什么你要离开我（词曲：欢子） |
| 3th  | 第三張专辑《其实很寂寞》 - 發行日期：2009年11月6日 - 唱片公司：孔雀唱片                       | 曲目 - CD 1. 其实很寂寞（词曲：欢子） 2. 离不开天空的云 3. I Need You Come Back 4. 心痛2009（词曲：欢子） 5. 我要的不多（词曲：欢子） 6. 爱,亮晶晶（feat. 王奕心） 7. 如果能再感动你多一次（词曲：欢子） 8. 午夜男女 9. 为何你对我许下承诺 10. 爱到疯 11. 我们这是怎么了 |
| 4th  | 第四張新歌+精选专辑《心痛2009》（卡拉OK DVD） - 發行日期：2010年10月25日 - 唱片公司：孔雀唱片 | 曲目 - DVD 1. 其实很寂寞(Music Video)（词曲：欢子） 2. 心痛2009(Music Video)（词曲：欢子） 3. 午夜男女(Music Video) 4. 离不开天空的云(Music Video) 5. 爱，亮晶晶（feat. 王奕心）(Music Video) 6. 如果能再感动你多一次(Music Video)（词曲：欢子） 7. 得到你的人却得不到你的心(Music Video)（词曲：欢子） 8. 原谅我一次(Music Video) （词曲：欢子） 9. 愚爱(Music Video)（词曲：欢子） 10. 伤心的时候可以听情歌(Music Video)（词曲：欢子） 11. 为什么你要伤害一个爱你的人(Music Video) 12. 只想做你的男人(Music Video)（词曲：欢子） |
| 5th  | 第五張专辑《我们回不去了》 - 發行日期：2011年3月16日 - 唱片公司：一拍即合                     | 曲目 - CD 1. 失恋排行榜(作曲：欢子) 2. 我们回不去了(作曲：欢子) 3. 抱着你也觉得冷 4. 可惜你是他的人（作词：欢子） 5. 狼狈（作词：欢子） 6. 365天的思念 7. 情歌再也唱不出我的伤悲（作词：欢子） 8. 求婚歌（词曲：欢子） |
| 6th  | 第六張专辑《新欢主义》 - 發行日期：2012年3月15日 - 唱片公司：澳嘉娱乐/东嘉娱乐                | 曲目 - CD 1. 习惯单身 2. 没说的话（编曲：欢子） 3. 相互关注（作词：欢子） 4. 一分钟就够 5. 天使也会哭（作词：欢子） 6. 心还是会疼 7. 出轨(作曲：欢子) 8. 于心何忍 - DVD 1. 天使也会哭 (Music Video)（从未曝光导演版）（作词：欢子） 2. 没说的话 (Music Video) 3. 澳洲音乐电影幕后进化花絮 |
| 7th  | 第七張新歌+精选专辑《Fandy 新歌+精选》 - 發行日期：2013年7月24日 - 唱片公司：海蝶音乐         | 曲目 1. 何必再拖 2. 你给我的爱还在不在（feat. 韩小薰） 3. 掏心 4. 相互关注 5. 没说的话 6. 抱着你也觉得冷 7. 天使也会哭 8. 心还是会疼 9. 365天的思念 10. 习惯单身 |
| 8th  | 第八張专辑《新欢主义演唱会LIVE版》 - 發行日期：2013年11月27日 - 唱片公司：东嘉娱乐            | 曲目 1. 365天的思念+其实很寂寞(Live版) 2. 原谅我一次(Live版) 3. 何必再拖(Live版) 4. 说谎的爱人(Live版) 5. 新不了情(Live版)(feat. 韩小薰) 6. 海阔天空(Live版) |

### EP
| EP  | EP資料                                                               | EP曲目                                               |
| --- | -------------------------------------------------------------------- | ---------------------------------------------------- |
| 1nd | 第一張EP《情毒》 - 發行日期：2005年7月26日 - 唱片公司：声扬文化      | 曲目 1. 情毒（作曲：欢子） 2. 未曾好过（词曲：欢子） |
| 2rd | 第二張EP《告别2011》 - 發行日期：2011年10月19日 - 唱片公司：一拍即合 | 曲目 1. 心还是会疼 2. 于心何忍 3. 别再挽留我         |

### 单曲
| 单曲 | 单曲資料                                                          | 单曲曲目                      |
| ---- | ----------------------------------------------------------------- | ----------------------------- |
| 1nd  | 《无缘无份》 - 發行日期：2000年 - 唱片公司：欢子工作室            | 1. 无缘无份(词曲：欢子)       |
| 2rd  | 《恋上你的滋味》 - 發行日期：2003年3月 - 唱片公司：欢子工作室     | 1. 恋上你的滋味 （词曲:欢子） |
| 3nd  | 《爱的奴隶》 - 發行日期：2004年6月 - 唱片公司：仟柏度文化（香港） | 1. 爱的奴隶(词曲：欢子)       |
| 4rd  | 《十八子》 - 發行日期：2006年 - 唱片公司：欢子工作室              | 1. 十八子 （词曲:欢子）       |
| 5nd  | 《爱昏了头》 - 發行日期：2006年8月30日 - 唱片公司：太格印象       | 1. 爱昏了头(词曲：欢子)       |
| 6rd  | 《祝新岁》 - 發行日期：2009年1月4日 - 唱片公司：孔雀唱片          | 1. 祝新岁                     |
| 7nd  | 《离开伤心的地方》 - 發行日期：2011年7月15日 - 唱片公司：一拍即合 | 1. 离开伤心的地方             |
| 8rd  | 《吉星高照》 - 發行日期：2012年 - 唱片公司：东嘉娱乐              | 1. 吉星高照（作曲：欢子）     |
| 9nd  | 《一个人的街》 - 發行日期：2012年11月11日 - 唱片公司：东嘉娱乐    | 1. 一个人的街（词曲：欢子）   |

### 为他人创作
| 歌曲名称               | 演唱者        | 专辑                     | 發行日期   |
| ---------------------- | ------------- | ------------------------ | ---------- |
| 你把第一次给了谁       | 邱永传        | 你把第一次给了谁         | 2014-11-13 |
| 不爱你的人就勇敢离开他 | 韩小薰        | 能量                     | 2013-08-21 |
| 我知道你离不开我       | 丁娜 邓天浩   | 纯蜜味                   | 2012-10-09 |
| 没有了爱情也要生活     | 六哲          |                          | 2012-04    |
| 忘记2011               | 曾春年        |                          | 2012-01-12 |
| 怨                     | 李佳璐/施文斌 | 怨                       | 2011-11-30 |
| 一起唱                 | 陈娟儿        | 听我唱首歌               | 2011-11-02 |
| 远离爱情               | 陈娟儿        | 听我唱首歌               | 2011-11-02 |
| 写首情歌送给自己       | 陈娟儿        | 你寂寞才找我             | 2011-04-21 |
| 我不在乎               | 陈娟儿        | 你寂寞才找我             | 2011-04-11 |
| 你寂寞才找我           | 陈娟儿        | 你寂寞才找我             | 2011-04-11 |
| 离开伤心的地方         | 韩小薰        | 离开伤心的地方           | 2011-04-11 |
| 你把第一次给了谁       | 秀才          | 秀才唱情歌               | 2010-12-15 |
| 天涯何处无芳草         | 秀才          | 秀才唱情歌               | 2010-12-15 |
| 落叶的忧伤             | 布川          | 恨恨恨                   | 2010-10-27 |
| 戒不掉你的温柔         | 曾春年        | 最幸福的人               | 2010-07-21 |
| 爱情是伤感的           | 曾春年        | 最幸福的人               | 2010-07-21 |
| 最幸福的人             | 曾春年        | 最幸福的人               | 2010-07-21 |
| 被伤过的心还可以爱谁   | 六哲          | 被伤过的心还可以爱谁     | 2010-06-21 |
| 爱情好无奈             | 六哲          | 被伤过的心还可以爱谁     | 2010-06-21 |
| 被伤过的心还可以爱谁   | 六哲          | 被伤过的心还可以爱谁     | 2010-06-21 |
| 爱的开场               | TRY组合       | 爱有灵犀(新歌+精选)      | 2010-05-19 |
| 死了怎么爱             | 杨竣          | 死了怎么爱               | 2010-05-07 |
| 他会像我这样爱你吗     | 伍天宇        | 他会像我这样爱你吗       | 2009-08-18 |
| 爱情魔力               | 沈丹丹        | 魔法爱                   | 2007-04-05 |
| 初恋女生               | 郑源          | 爱过的人                 | 2006-11-10 |
| 爱你到老               | 张启辉        | 爱你永不后悔             | 2005-11-13 |
| 出手                   | 张启辉        | 爱你永不后悔             | 2005-11-13 |
| 未曾好过               | 郑源          | 真的用心良苦             | 2005-01-10 |
| 浪卷红尘               | 方刚          | 《浪卷红尘》电视原声带   | 2002       |
| 威力无边               | 陈丘实        | 《神探威威猫》动画原声带 | 2002       |

### 電影
| 年 份  | 片 名    | 角 色 | 合 作 演 員                          | 导 演          |
| 2012年 | 遗孝而过 | 同事  | 演員 - 陈轶 - 张琼 - 袁兴哲 - 陈伟荣 | 曾楚雄、胡妍妍 |
| 2012年 | 转爱     | 张迪  | 演員 - 陈姿言 - 陈娟儿 - 邓天浩      | 半醒欧阳锋     |

### 演唱会
| 地點                     | 日期      | 備註 |  |
| ------------------------ | --------- | --- |  |
| 中国广东阳江，阳江体育馆 | 2010/8/21 | 演唱嘉宾：六哲/陈娟儿 歌曲：《错错错》 演唱嘉宾：王子建 歌曲：《战虎》 演唱嘉宾：六哲 陈娟儿 丁娜 布川 王子建等 |  |

| 地點                     | 日期                | 備註 |  |
| ------------------------ | ------------------- | --- |  |
| 中国广东阳江，阳江体育馆 | 2013/1/11 2013/1/12 | 演唱嘉宾：曾春年/陈娟儿 歌曲：《错错错》 演唱嘉宾：陈娟儿 歌曲：《你寂寞才找我》 演唱嘉宾：韩小薰 歌曲：《Baby Hero》 演唱嘉宾：曾春年 陈娟儿 韩小薰 秀才 王子建 邓天浩 |  |

### 广告代言
- 2008年代言 福泰源饮料系列
- 2010年代言 飞步品牌运动鞋
- 2012年代言 广东阳西咸水矿温泉
- 2012年代言 艺特豪瑞斯品牌家私
- 2015年代言 百福得德来客门窗品牌

## 获得獎項
2014
- 第五届“回归心灵”华语金曲奖 全国最受欢迎创作作歌手[24]

2013
- 华语金曲奖 第32期第三名《一个人的街》
- 香港TVB金曲榜 2014年年度第三周第九名《你给我的爱还在不在》
- 香港TVB金曲榜 2014年年度第五周 第六名《你给我的爱还在不在》
- 香港TVB金曲榜 2014年年度第四周 第八名《你给我的爱还在不在》
- 华语金曲奖第68期 第十六名《何必再拖》

2012
- 全亚洲顶尖东方风云榜 第966期第六名《天使也会哭》
- 全亚洲顶尖东方风云榜 第967期第四名《天使也会哭》
- 华语金曲奖 第十期冠军歌曲《没说的话》
- 广州新音乐十大金曲排行榜第一期第四名《没说的话》
- 广州新音乐十大金曲排行榜 专业推荐最佳专辑奖《新欢主义》
- 第四届“音乐新纪元”华语金曲奖 全国最受欢迎唱作人奖[25]
- 音乐先锋榜 第15周第九名歌曲《没说的话》
- 中国流行音乐十年巡礼原创金曲颁奖盛典原创金曲奖《心痛2009》[9]

2011
- 华语金曲奖5月十佳专辑 《我们回不去了》
- 第十二届音乐先锋榜颁奖典礼 年度最佳艺人[26]
- 第一届南方音乐盛典 最佳原创歌手
- 第三届“百年璀璨”华语金曲奖优秀原创歌手奖[3]
- 第八届   劲歌王颁奖典礼 最佳新晋歌手奖[3]

2010
- 搜狐音乐歌曲排行榜 第一名《其实很寂寞》
- 百度音乐排行榜 冠军歌曲《心痛2009》
- 广东内地流行音乐颁奖 十大金曲奖《原谅我一次》
- 酷狗音乐排行榜 年度点击冠军《心痛2009》
- 百度音乐歌手排行榜总榜 第三名
- 百度音乐流行排行榜总榜第一名《心痛2009》
- QQ音乐新歌榜冠军歌曲《心痛2009》
- QQ音乐华语榜冠军歌曲《心痛2009》
- QQ音乐总榜冠军歌曲《心痛2009》
- 第一届玩救乐坛颁奖礼 最强音乐创业先锋奖
- 第一届娱乐金樽盛典 最佳男歌手

2009
- 搜狐音乐热门歌曲 TOP100冠军歌曲《原谅我一次》
- 内地年度歌手唱片销量 市场前三甲
- QQ音乐年度十大歌手 第六名
- QQ音乐歌手排行总榜 第一位
- QQ音乐2009年度十大金曲 第六名《得到你的人却得不到你的心》
- QQ音乐年度十大专辑 第七名《得到你的人却得不到你的心》
- 第一届娱乐明星吧娱乐风云榜 最受欢迎内地男歌手铜奖

2008
- 中国移动无线音乐颁奖 下载量TOP50《十八子》

## 公益慈善活动
- 2009年10月27日，欢子就以保护动物公益大使的身份，参加“MY HOME WITH IT”区域动物保护组织的公益活动。[27]
- 2009年12月8日，歌手欢子参加慈善义演 年底或出席跨年演唱会[28]
- 2010年4月21日，欢子参加玉树地震大型赈灾活动[29]
- 2011年4月26日，欢子担任呼和浩特爱心基金公益大使，将节目3000元公益金送给需要帮助的小妹妹[30]
- 2011年12月1日，欢子担任中国绿色家纺环保宣传大使[31]
- 2012年5月13日，广东流行音乐协会主办“5·13为了音乐的明天”音乐界大汇演[32]
- 2012年5月，欢子担任越南岘港湾的旅游大使[33]
- 2012年9月1日，欢子担任澳大利亚华人弱能儿童协康会慈善大使[34]
- 2012年9月28日，欢子被授予“2012华语金曲奖荣誉推广形象大使”[27]
- 2012年5月，欢子担任越南岘港湾的旅游大使[33]
- 2013年10月7日，欢子参加广东鼍会“鼍城会爱同桌的你”慈善晚会，并担任广东鼍会的慈善大使。并将50万元慈善款递交给狮子会，这笔善款用于学校购买课桌等教学设备。[35]
- 2014年3月6日，欢子给索吻时代旗下索吻酒吧设立“Sower壹基金关爱老人”慈善项目，每销售一盒纸巾，索吻时代将会捐出一元给合山镇养老院。[36]

## 外部連結
- 欢子臉書官方專頁
- 欢子推特官方專頁 （页面存档备份，存于）
- 欢子新浪官方微博 （页面存档备份，存于）